# Marele Premiu al Germaniei din 2018
Marele Premiu al Germaniei din 2018 (cunoscut oficial ca Formula 1 Emirates Großer Preis von Deutschland 2018) a fost o cursă auto de Formula 1 ce s-a desfășurat pe 22 iulie 2018 pe Circuitul Hockenheimring din Hockenheim, Germania. Cursa a fost cea de-a unsprezecea etapă a Campionatului Mondial de Formula 1 din 2018 fiind pentru a șaptezeci și șaptea oară când a avut loc această cursă în cadrul calendarului de Formula 1.

## Calificări
Calificările au avut loc pe 21 iulie 2018, începând cu ora locală 15:00 CEST (UTC+2), ora 16:00 EEST.
| Poz.                  | Nr. | Pilot             | Constructor               | Timpi calificări | Timpi calificări | Timpi calificări | Grila finală |
| Poz.                  | Nr. | Pilot             | Constructor               | Q1               | Q2               | Q3               | Grila finală |
| --------------------- | --- | ----------------- | ------------------------- | ---------------- | ---------------- | ---------------- | ------------ |
| 1                     | 5   | Sebastian Vettel  | Ferrari                   | 1:12,538         | 1:12,505         | 1:11,212         | 1            |
| 2                     | 77  | Valtteri Bottas   | Mercedes                  | 1:12,962         | 1:12,152         | 1:11,416         | 2            |
| 3                     | 7   | Kimi Räikkönen    | Ferrari                   | 1:12,505         | 1:12,336         | 1:11,547         | 3            |
| 4                     | 33  | Max Verstappen    | Red Bull Racing-TAG Heuer | 1:13,127         | 1:12,188         | 1:11,822         | 4            |
| 5                     | 20  | Kevin Magnussen   | Haas-Ferrari              | 1:13,105         | 1:12,523         | 1:12,200         | 5            |
| 6                     | 8   | Romain Grosjean   | Haas-Ferrari              | 1:12,986         | 1:12,722         | 1:12,544         | 6            |
| 7                     | 27  | Nico Hülkenberg   | Renault                   | 1:13,479         | 1:12,946         | 1:12,560         | 7            |
| 8                     | 55  | Carlos Sainz Jr.  | Renault                   | 1:13,324         | 1:13,032         | 1:12,692         | 8            |
| 9                     | 16  | Charles Leclerc   | Sauber-Ferrari            | 1:13,077         | 1:12,995         | 1:12,717         | 9            |
| 10                    | 11  | Sergio Pérez      | Force India-Mercedes      | 1:13,427         | 1:13,072         | 1:12,774         | 10           |
| 11                    | 14  | Fernando Alonso   | McLaren-Renault           | 1:13,614         | 1:13,657         |                  | 11           |
| 12                    | 35  | Serghéi Sirótkin  | Williams-Mercedes         | 1:13,708         | 1:13,702         |                  | 12           |
| 13                    | 9   | Marcus Ericsson   | Sauber-Ferrari            | 1:13,562         | 1:13,736         |                  | 13           |
| 14                    | 44  | Lewis Hamilton    | Mercedes                  | 1:13,012         | Fără timp        |                  | 14           |
| 15                    | 3   | Daniel Ricciardo  | Red Bull Racing-TAG Heuer | 1:13,318         | Fără timp        |                  | 19           |
| 16                    | 31  | Esteban Ocon      | Force India-Mercedes      | 1:13,720         |                  |                  | 15           |
| 17                    | 10  | Pierre Gasly      | Scuderia Toro Rosso-Honda | 1:13,749         |                  |                  | 20           |
| 18                    | 28  | Brendon Hartley   | Scuderia Toro Rosso-Honda | 1:14,045         |                  |                  | 16           |
| 19                    | 18  | Lance Stroll      | Williams-Mercedes         | 1:14,206         |                  |                  | 17           |
| 20                    | 2   | Stoffel Vandoorne | McLaren-Renault           | 1:14,401         |                  |                  | 18           |
| Regula 107%: 1:17,580 |     |                   |                           |                  |                  |                  |              |
| Sursa:                |     |                   |                           |                  |                  |                  |              |

Note
- ^1 – Daniel Ricciardo a primit o penalizare de 20 de secunde pentru depășirea numărului de elemente la motor.
- ^2 – Pierre Gasly a primit o penalizare de 20 de secunde pentru depășirea numărului de elemente la motor.

## Cursa
Cursa a avut loc pe 22 iulie 2018, începând cu ora locală 15:00 CEST (UTC+2), ora 16:00 EEST, și a durat 67 de tururi.
| Poz.   | Nr. | Pilot             | Constructor               | Tururi | Timp/Retras        | Grilă | Puncte |
| ------ | --- | ----------------- | ------------------------- | ------ | ------------------ | ----- | ------ |
| 1      | 44  | Lewis Hamilton    | Mercedes                  | 67     | 1:32:29,845        | 14    | 25     |
| 2      | 77  | Valtteri Bottas   | Mercedes                  | 67     | +4,535             | 2     | 18     |
| 3      | 7   | Kimi Räikkönen    | Ferrari                   | 67     | +6,732             | 3     | 15     |
| 4      | 33  | Max Verstappen    | Red Bull Racing-TAG Heuer | 67     | +7,654             | 4     | 12     |
| 5      | 27  | Nico Hülkenberg   | Renault                   | 67     | +26,609            | 7     | 10     |
| 6      | 8   | Romain Grosjean   | Haas-Ferrari              | 67     | +28,871            | 6     | 8      |
| 7      | 11  | Sergio Pérez      | Force India-Mercedes      | 67     | +30,556            | 10    | 6      |
| 8      | 31  | Esteban Ocon      | Force India-Mercedes      | 67     | +31,750            | 15    | 4      |
| 9      | 9   | Marcus Ericsson   | Sauber-Ferrari            | 67     | +32,362            | 13    | 2      |
| 10     | 28  | Brendon Hartley   | Scuderia Toro Rosso-Honda | 67     | +34,197            | 16    | 1      |
| 11     | 20  | Kevin Magnussen   | Haas-Ferrari              | 67     | +34,919            | 5     |        |
| 12     | 55  | Carlos Sainz Jr.  | Renault                   | 67     | +4,069             | 8     |        |
| 13     | 2   | Stoffel Vandoorne | McLaren-Renault           | 67     | +46,617            | 18    |        |
| 14     | 10  | Pierre Gasly      | Scuderia Toro Rosso-Honda | 66     | +1 tur             | 20    |        |
| 15     | 16  | Charles Leclerc   | Sauber-Ferrari            | 66     | +1 tur             | 9     |        |
| 16     | 14  | Fernando Alonso   | McLaren-Renault           | 65     | Cutia de viteze    | 11    |        |
| Ab     | 18  | Lance Stroll      | Williams-Mercedes         | 53     | Frâne              | 17    |        |
| Ab     | 5   | Sebastian Vettel  | Ferrari                   | 51     | Accident           | 1     |        |
| Ab     | 35  | Serghéi Sirótkin  | Williams-Mercedes         | 51     | Scurgere ulei      | 12    |        |
| Ab     | 3   | Daniel Ricciardo  | Red Bull Racing-TAG Heuer | 27     | Pierdere de putere | 19    |        |
| Sursa: |     |                   |                           |        |                    |       |        |

Note
- ^1 – Carlos Sainz Jr. a terminat pe locul 10, dar a primit o penalizare de 10 secunde pentru depășirea în momentul în care safety car era pe traseu.
- ^2 – Fernando Alonso s-a retras din cursă, dar a fost inclus în clasament întrucât a parcurs mai mult de 90% din distanța cursei.

## Clasamentele campionatelor după cursă
|   | Poz. | Pilot            | Puncte |
| - | ---- | ---------------- | ------ |
| 1 | 1    | Lewis Hamilton   | 188    |
| 1 | 2    | Sebastian Vettel | 171    |
|   | 3    | Kimi Räikkönen   | 131    |
| 1 | 4    | Valtteri Bottas  | 122    |
| 1 | 5    | Daniel Ricciardo | 106    |

|   | Poz. | Constructor               | Puncte |
| - | ---- | ------------------------- | ------ |
| 1 | 1    | Mercedes                  | 310    |
| 1 | 2    | Ferrari                   | 302    |
|   | 3    | Red Bull Racing-TAG Heuer | 211    |
|   | 4    | Renault                   | 80     |
| 1 | 5    | Force India-Mercedes      | 59     |